# Augusto Aubry
Augusto Aubry (28 aprilie 1849, Napoli – 4 martie 1912 în Taranto, la bordul Vittorio Emanuele) a fost un amiral și politician italian. O parte a fortificațiilor navale de la Taranto au fost numite după el.

## Viața
Intrând în Marina Italiană în 1866, a luat parte în Bătălia de la Lissa și a comandat Dogali în timpul voiajului către Rio de Janeiro în timpul insurecției armatei braziliene din septembrie 1893. Între 1896 și 1897 a comandat crucișătorul Savoia.
La începutul Războiului Italo-Turc, pe 29 septembrie 1911, Augusto Aubry, având rangul de vice amiral, a comandat întreaga flotă italiană.
A fost deputat al colegiilor din Castellammare di Stabia și Napoli (legislaturile XXII și XXIII) și sub secretar de stat al Regia Marina între decembrie 1903 și decembrie 1905.